# Paolo Uccello

Éjszakai vadászat (1460 k.)

Paolo Uccello (születési neve: Paolo di Dono) (Firenze, 1397. június 15. – Firenze, 1475. december 10.) olasz festő, mozaikkészítő. A firenzei reneszánsz quattrocento közepének egyik legjelentősebb festője. A perspektíva megszállott kutatója.

## Élete, munkássága
Sebészborbély fiaként látta meg a napvilágot, édesanyja Antonia di Giovanni del Beccuto nemesasszony volt. Lorenzo Ghiberti műhelyében, többek között Donatello társaságában, 1407 és 1414 között, részt vett a firenzei keresztelőkápolna északi kapujának kivitelezésében.
Ugyanekkor megmutatkozott, hogy nagyon érdekelte és tehetséggel ábrázolta az állatokat, főleg a madarak voltak a kedvencei, így ragadt rá a Paolo mellé az Uccello (olaszul a. m. madár), s így Paolo Uccello néven vált ismertté. Vasari megjegyzi, hogy a saját házát is teljesen feldíszítette állatrajzokkal; madarakkal, kutyákkal, macskákkal, minthogy szegénysége miatt élő állatokat tartani nem tudott. Az állatábrázolásnak számos témánál hasznát vette élete során (pl. az 1431-ben, ahogyan Teremtőnk megalkotta a Paradicsomot, Ádámot, Évát és az állatokat, majd 1447–48-ban, szintén a Santa Maria Novella Zöld kolostorába festett, a Vizek áradása és visszahúzódása c. freskóján,; a Vízözön miatt Noé családjával és az állatokkal egy bárkában menekült meg). Az élete végén festett, nagy vadászjeleneténél is jelentős szerepet játszott az állatábrázolás (lovak, kutyák, s a lelövendő vadak).
Korai művei még erősen kapcsolódtak a gótikus stílushoz, ezekből kevés maradt fenn. Oxfordban őrzött, 1420-as évekbeli Angyali üdvözlet c. művét meseszerű gótikus stílusban készítette, de már ezen is megmutatkozik, hogy foglalkoztatta a lineáris perspektíva problémája, nem véletlen, hogy Szűz Mária impozáns gótikus tornácon ülve fogadja Gábriel arkangyal üzenetét. A képen ábrázolt ámbitus távolabb eső felét már rövidülésben ábrázolja.
1425–1430 közt Velencében, a Szent Márk-székesegyház mozaikhomlokzatán és berakásos márványpadlóján dolgozott, a 11. századi művek rekonstrukcióján. Figyelemre méltó a Szent Péter-ábrázolása.
1430-ban visszatért Firenzébe, megfestette a Santa Maria Novella-bazilika részére a teremtés jeleneteit, majd a firenzei dóm műhelyében dolgozva, emlékfreskót festett a hősi halott John Hawkwood zsoldosvezérnek. 1435/36 telén-tavaszán a pratói dómban, a Cappella dell'Assunta freskóin dolgozott. 1445 körül Donatello kis időre magával vitte Padovába, ott a Vitali család házának bejárata fölé zöld színnel óriásokat festett, akik Andrea Mantegna tetszését is elnyerték. Számos padovai, s főleg firenzei házat díszítettek freskói és táblaképei.
Színei talán kevésbé gazdagok, annál inkább birtokában van a lineáris perspektíva módszerének. Sorra jönnek ki keze alól a csúcsteljesítmények: A San Romanói csata ábrázolása három táblaképen, 1450 körül, e művét feltehetően a Medici-palota egyik termébe készítette, ma darabjait a világ különböző híres múzeumaiban őrzik. Megközelítőleg ugyanebben az időben, 1450-ben megfestette azon jeles férfiak arcképeit, akik eredményesen foglalkoztak a lineáris perspektíva kérdéseivel, úgymint: Giotto di Bondone; Donatello; Antonio di Tuccio Manetti; Filippo Brunelleschi és természetesen magát is közéjük festette. Napjainkban a Louvre őrzi ezt az arcképsorozatot.
Aktív festői alkotói periódusát a figyelemre méltó Sárkányölő Szent György képekkel, a Théba című, a kolostori életet ábrázoló festményével, s az Éjszakai vadászat címen ismert művével zárta. Idős korában rengeteg rajzot készített a perspektíva témájával összefüggésben, Vasari elmondása szerint egy alkalommal, amikor felesége hívta a dolgozószobájából aludni, Paolo felkiáltott:
Ó, micsoda gyönyör a perspektíva!
Uccello 78 éves korában halt meg, Firenzében. Leánya, aki szintén jól rajzolt és özvegye a Santo Spiritóban helyezték örök nyugalomra.

## Részletek aTeremtés könyvéből (1424-1425 körül)
A festmény a Santa Maria Novelle belső folyosóján látható, monokromatikus föld-zöld alapra, azaz terre verte-re és patinás szobrokhoz hasonló színre festve. Emiatt kapta a kerengő a 'zöld' jelzőt (Chiostro Verde). Azonban ez a zöld árnyalat megkövetelte, hogy a színek nagyon finom árnyalatban pompázzanak. A megrendelők négy történet megfestésére kérték fel Uccellót. A kép két részből tevődik össze: a felső rész félkörrel lapított, míg az alsó derékszöget zár és kétszer olyan hosszú, mint magas. A fenti részen látható Az állatok teremtése és Ádám teremtése, ellenben az alsó részen Éva teremtése és az Eredendő bűn látható. Azzal, hogy különböző történetek kerültek egymás mellé, a szerző meg tudta őrizni a mű egységességét. 
Mind a négy freskóra igaz, hogy a középső rész csaknem üres, és a jelenetek a tér két oldalán helyezkednek el. A freskót nem 'köti egybe' semmilyen központi történet, így le kellett mondani festéskor a perspektívavonal végpontjáról, ehelyett két eltérő perspektívát kellett alkalmazni. 
Míg az Állatok teremtésében és Ádám teremtésében elválnak a fák és a sziklás terep egymástól, addig az Éva teremtésében és Az eredendő bűnben a dekoratív jellegű képsíkot a gyümölcsfák bujasága és a paradicsomi kert részletessége adja. Vasari így jellemezte a munkát: „Uccello itt pontosan megfestette a fákat, ami nem volt szokás. A táj esetében ugyanez történt, első volt a korabeli mesterek közül, aki igyekezett teljes pontossággal megfesteni, amit más addig nem.”
Azért is tekinthetjük mesteri munkának az alkotást, mert oly harmonikusan kapcsolt össze egymástól távol eső témákat, hogy hatását ezáltal meg tudta őrizni a kettősség egysége. Éva alakja Masolini (1383–1440 k.) munkájára emlékeztet, Masaccio (1401–1428) első munkáit idézik. Az itt látható fényhatások megkomponálása, az Atyaisten méltóságteljes alakja részleteinek kialakítása pedig Lorenzo Ghiberti (1378–1544) munkáira engednek következtetni. Köztudott volt Uccello állatok iránti szeretete és tisztelete, így nem meglepő, hogy az állatsereglet lefestéséhez ihletet a középkori ikonográfiából és saját kora valóságából merített.
Gyönyörű portréi ma is láthatók Chambéry szépművészeti múzeumában. 1465 és 1468 között, immár hetvenéves kora felé, Urbino vendégszeretetét élvezte; a Piero della Francesca arcképéről közismert, Federico da Montefeltro meghívására a hercegi palotát dekorálta.

## Galéria

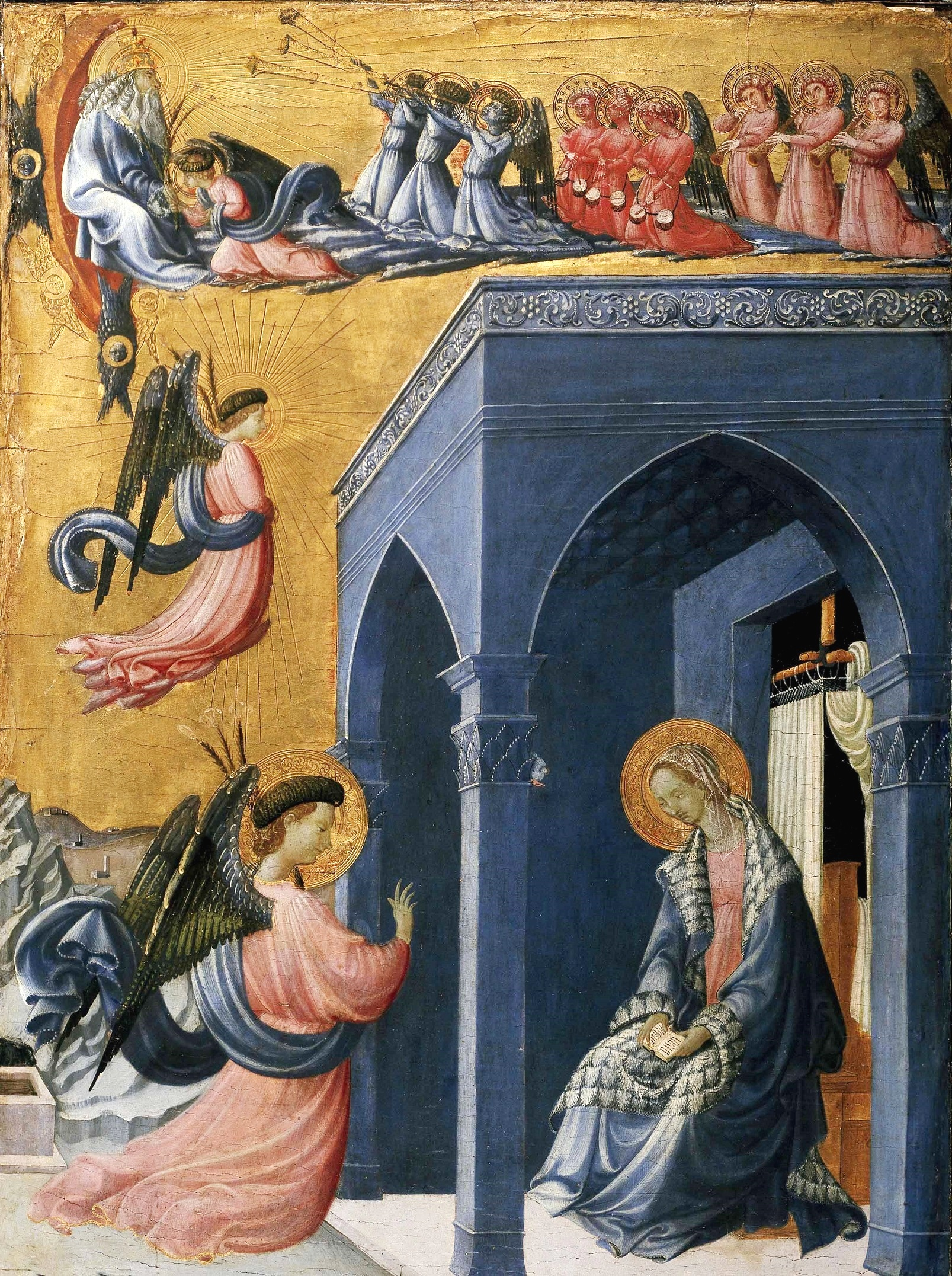
Angyali üdvözlet (1420-as évek eleje; Oxford, Ashmolean Museum)
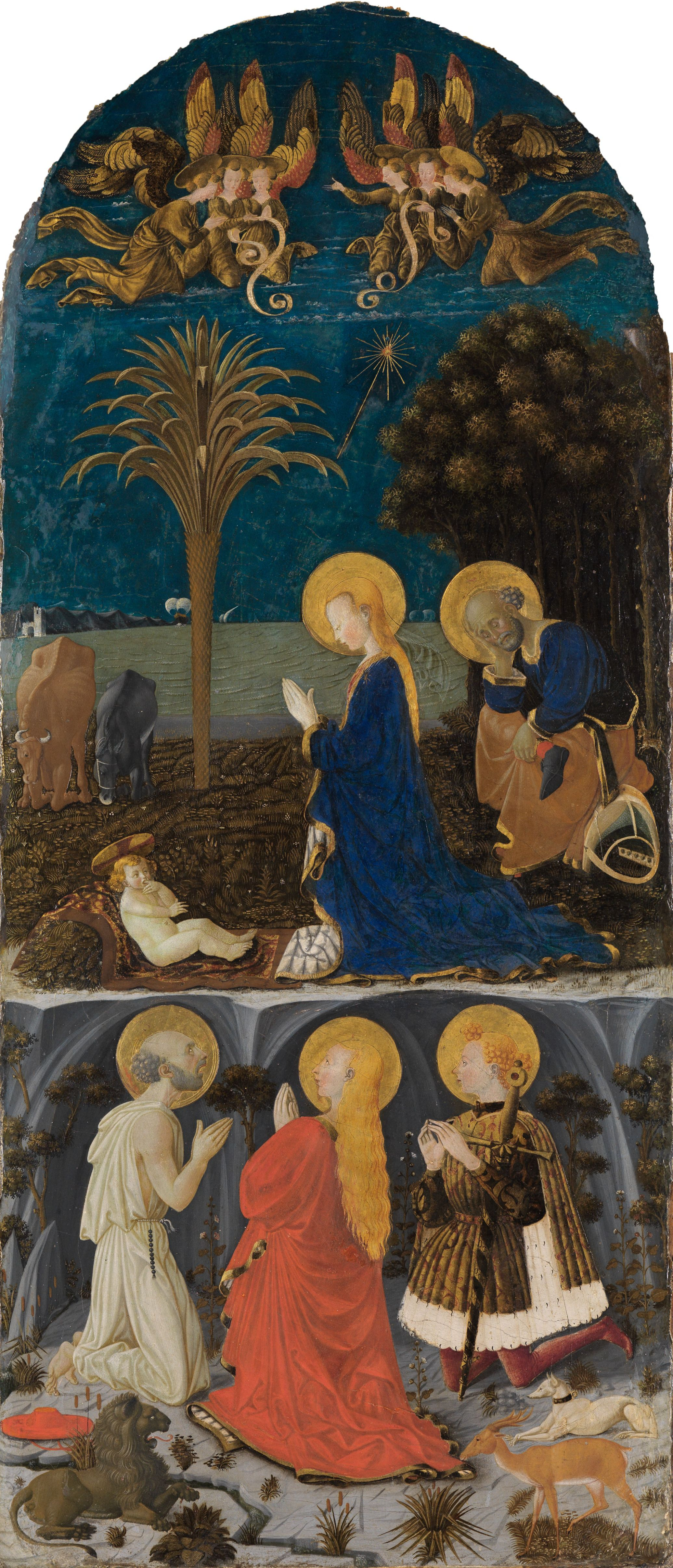
A gyermek Jézus imádása[8] (1430–31; Karlsruhe, Staatliche Kunsthalle)
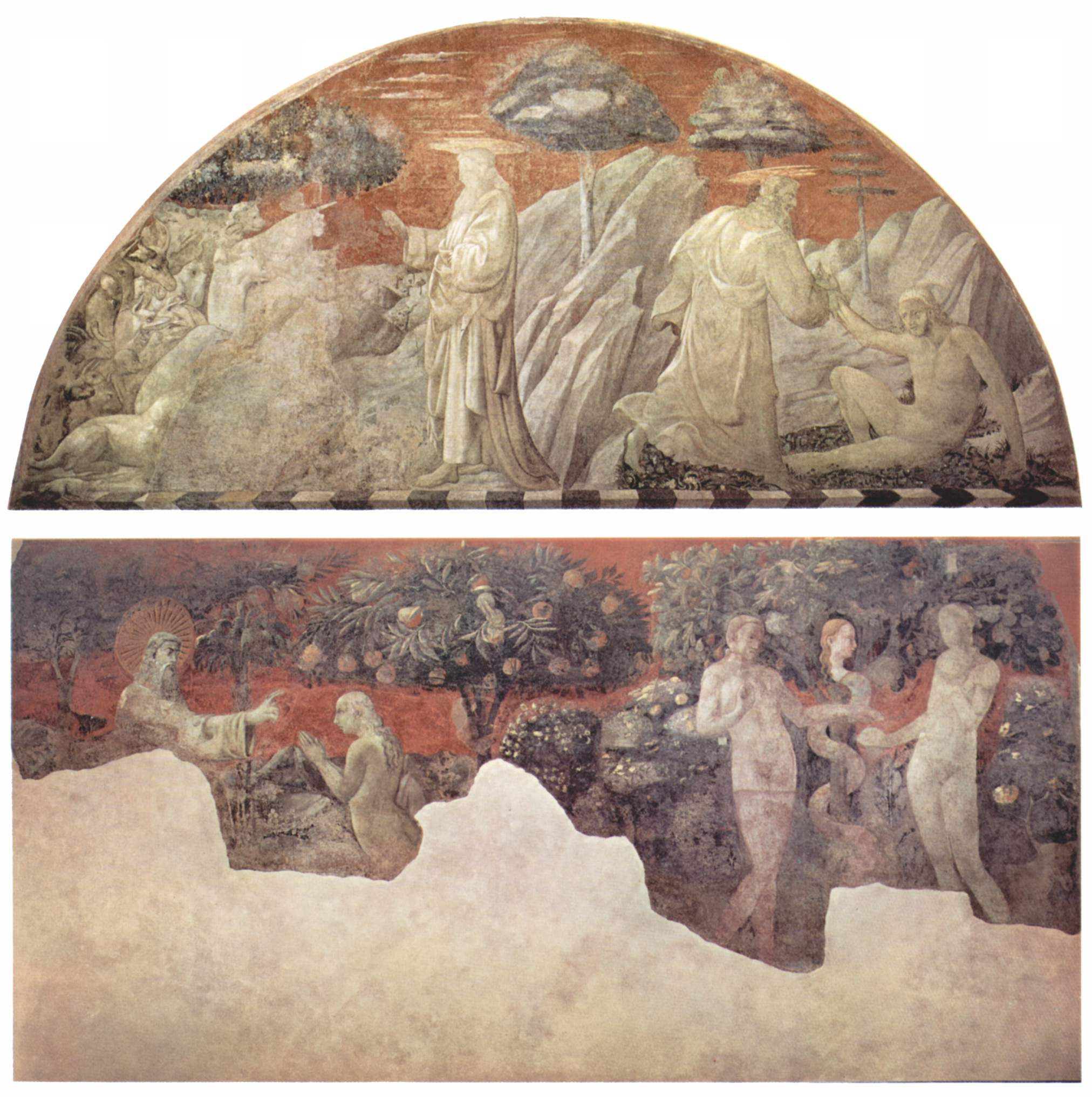
Fent balra: Az állatok teremtése; jobbra Ádám teremtése; lent Éva és a Paradicsom teremtése (1430; Firenze, Santa Maria Novella)
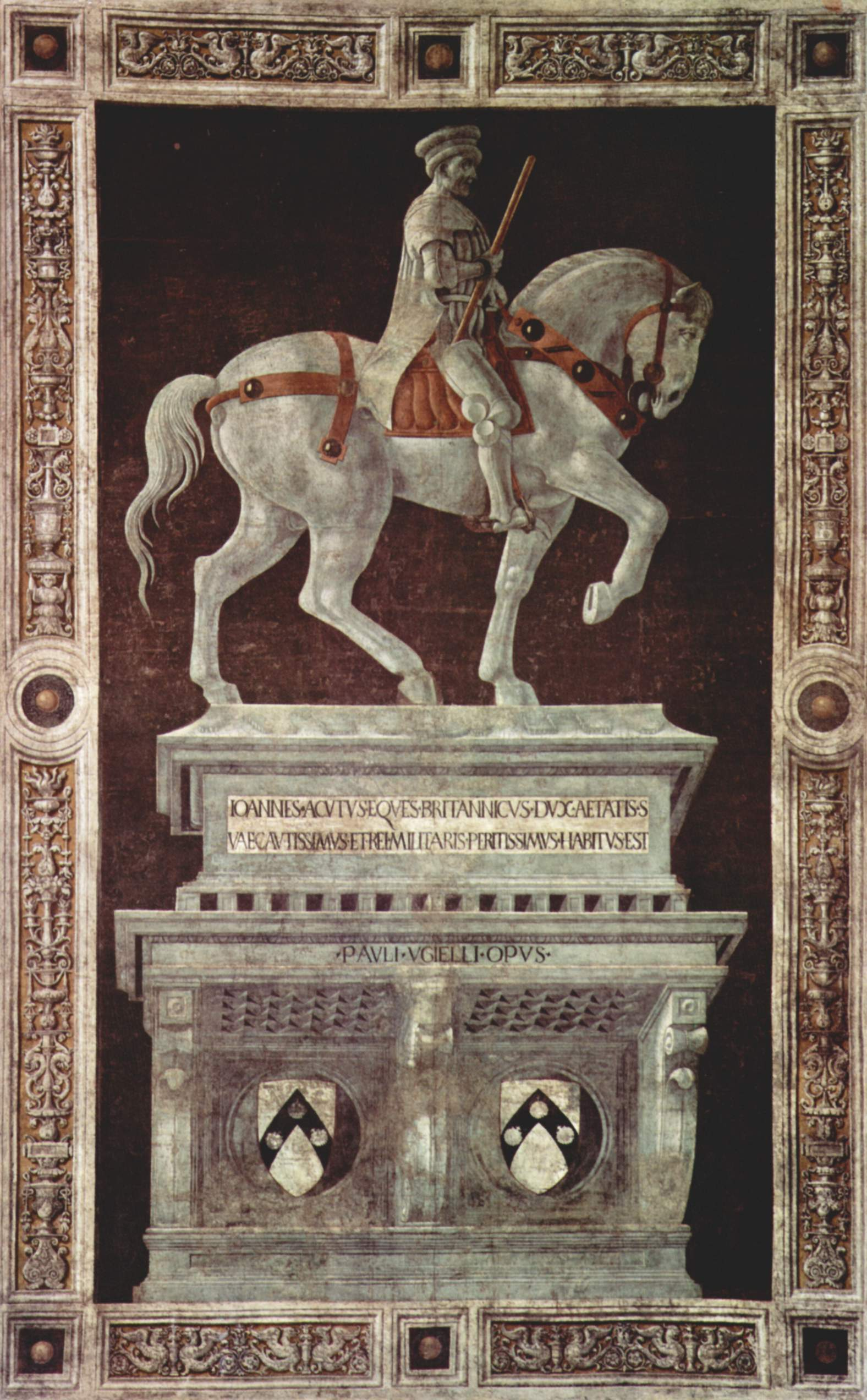
John Hawkwood zsoldosvezér lovasképe, annak síremlékén (1436; freskó, Firenzei dóm)
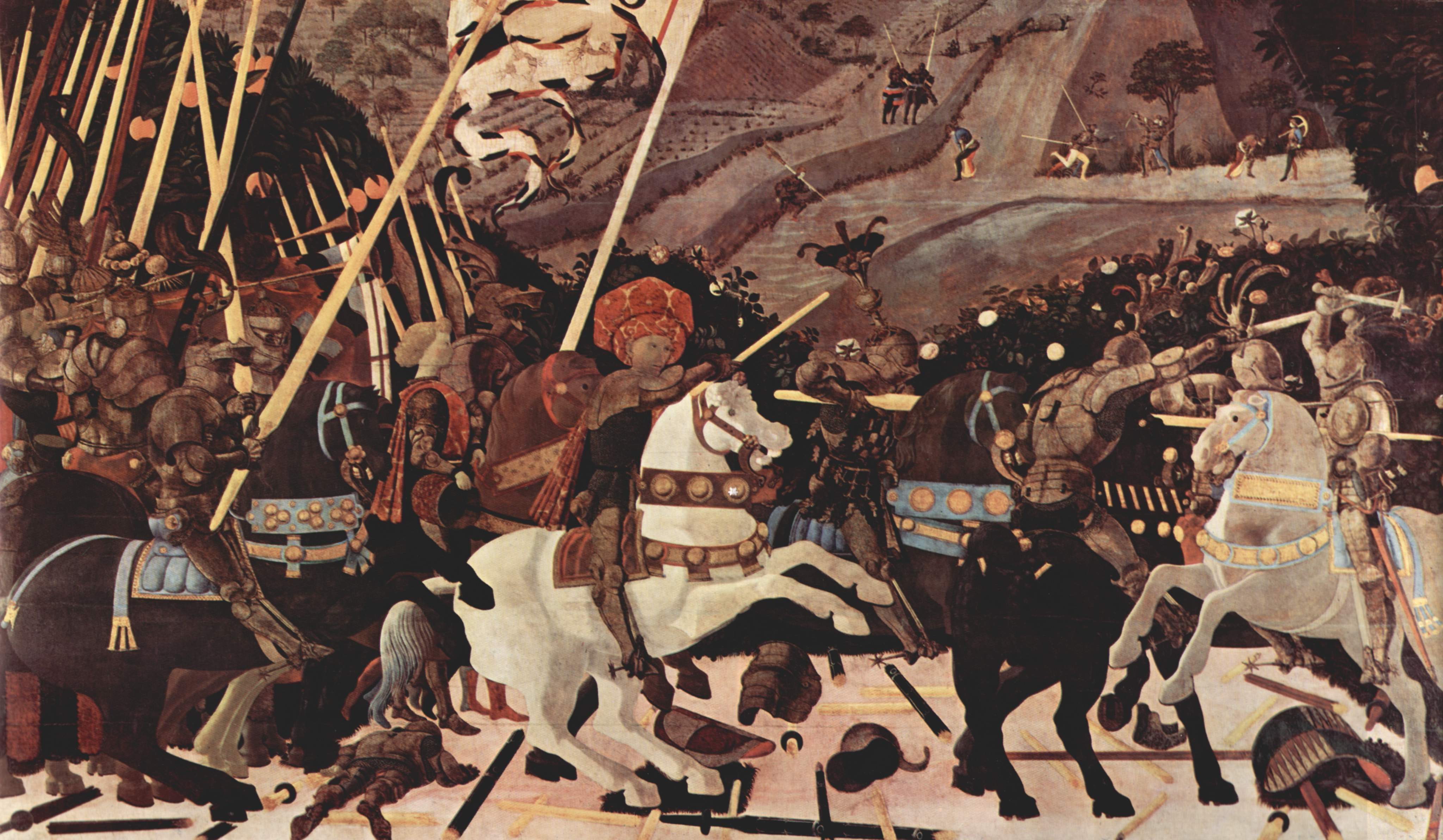
San Romanói lovascsata (1438–40 k.; London, National Gallery)
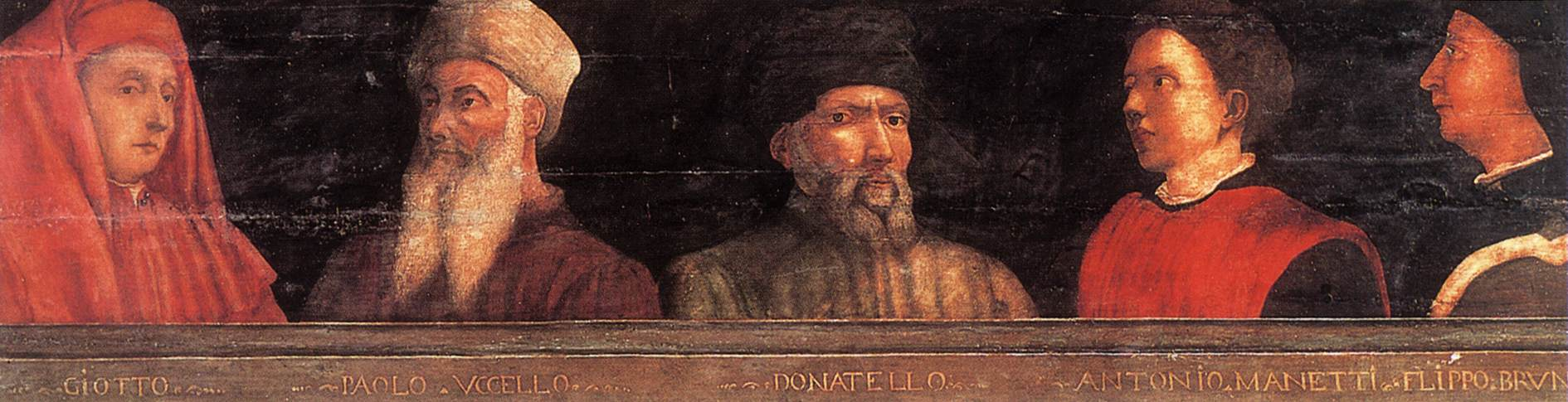
Öt, a perspektívát kidolgozó neves művész portréja (1450 k.; Louvre)
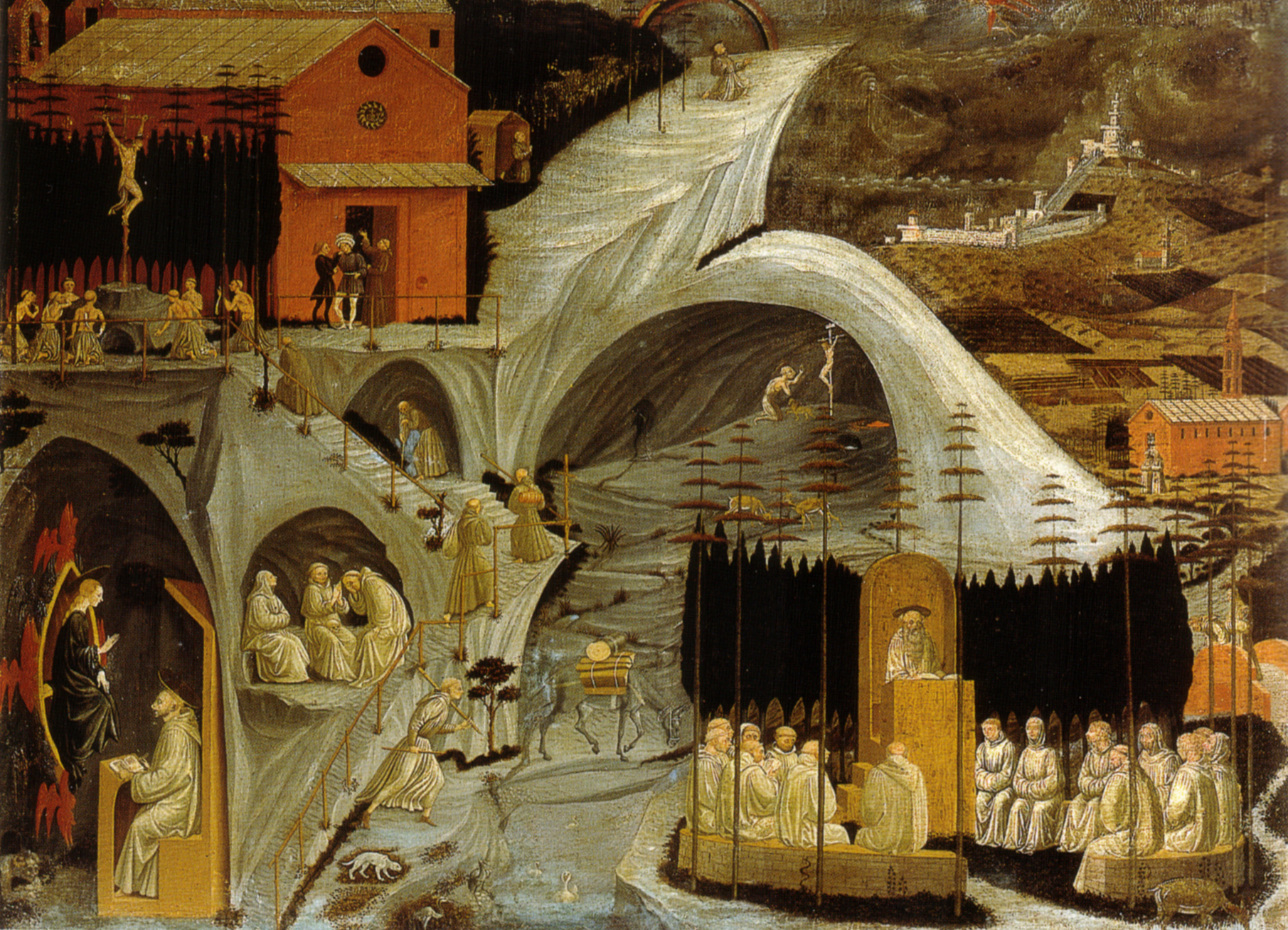
Tebaide (1460 k.; Firenze, Accademia)
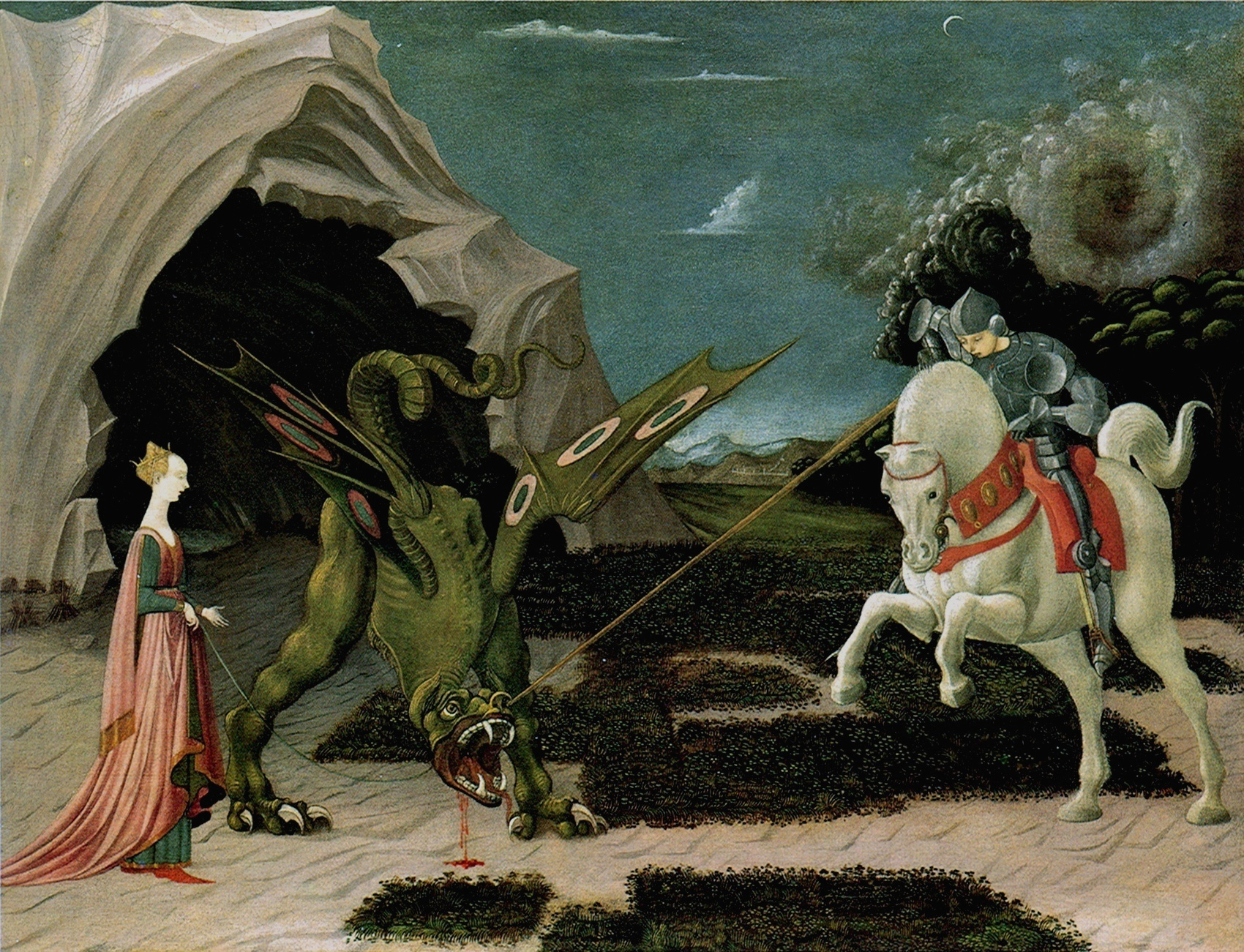
Sárkányölő Szent György (1470; London, National Gallery)

## Kiemelkedő művei

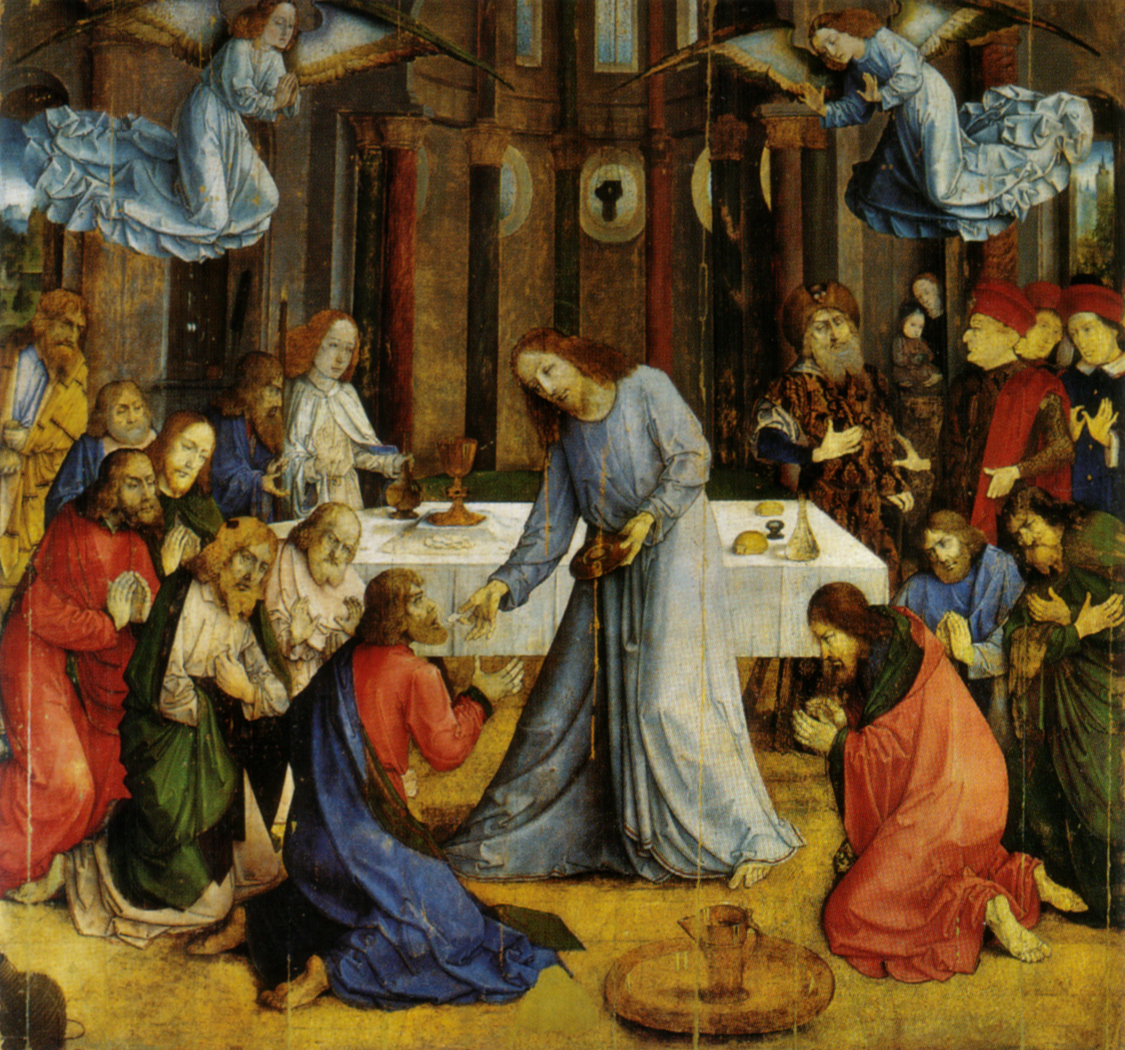
A megszentelt ostya csodája (1473–74)

- Ótestamentumi történetek (freskóciklus; Firenze, Santa Maria Novella, Christro Verde)
  - a Teremtés jelenetei (1430–35)
  - az Özönvíz jelenetei (1450 k.)
- Giovanni Acuto : John Hawkwood condottiere lovasképe (1436; freskó; Firenze, Santa Maria del Fiore]
- Öt híres ember : Giotto, Uccello, Donatello, Antonio Manetti, Brunelleschi (1450 k., Louvre)
- Szent György és a sárkány (1456; táblakép; Párizs, Musée Jacquemart-André)
- Szent György és a sárkány (1456 k.; táblakép, London, National Gallery)
- A San Romanói csata (három táblakép, készült a firenzei Palazzo Medici számára, 1456–60 k., London, National Gallery; Firenze, Uffizi; Párizs, Louvre)
- Éjszakai vadászat[9] (1460 után; táblakép; Oxford, Ashmolean Museum)
- Tebaide (1460 k.; Firenze, Accademia)
- A megszentelt ostya csodája (1467–69; a predella (fára festett oltárkép, ún. táblakép), a legenda hat jelenetét ábrázolja; Urbino, Galleria Nazionale)

## Emlékezete
Firenzében az Arno partján és Pratovecchióban teret; Milánóban, Pioltellóban, Arezzóban, Montopoli in Val d'Arnóban és Brindisiben, pedig utcát neveztek el róla.
Giorgio Morandira művészete nagy hatással volt.